# نهى حمد عبد الكريم
نهى حمد عبد الكريم، كاتبة ومؤلفة مصرية. تعمل أستاذاً مساعداً في علم أصول التدريس، ومديرة مركز الخدمات التربوية في معهد الدراسات التربوية بجامعة القاهرة في مصر. ألّفت العديد من الكتب، من أبرزها الجهات الفاعلة والآليات صنع القرار في سياسة التعليم.

## سيرة شخصية
من مواليد مصر، وتعمل حاليًا أستاذًا مساعدًا في علم أصول التدريس، ومديرة مركز الخدمات التعليمية بمعهد الدراسات التربوية بجامعة القاهرة في مصر. لها العديد من الكتب والأبحاث، من أبرزها الجهات الفاعلة والآليات صنع القرار في السياسة التربوية . تكتب في عدة مواضيع أبرزها القضايا التربوية. لديها ورقة بحثية بعنوان صنع القرار في السياسة التربوية فاعلين وآليات تهدف إلى دراسة كيفية تطوير عملية صنع السياسة التعليمية في مصر بحيث تتم على أساس ديمقراطي وعملي في ضوء تجربة الولايات المتحدة في هذا المجال.

## كتب
- صنع القرار في السياسة التربوية الفاعلون والآليات.
- المساءلة التربوية كمدخل لتقييم أداء عضو هيئة التدريس بالجامعة.
- الثقافة السياسية للمرأة الأمية والمتحررة من الأمية: دراسة ميدانية.
- دور التربية في مواجهة الإرهاب.
- التربية على حقوق الإنسان في الجامعات العربية وعلاقتها بالتنمية البشرية للطلاب.
- المهارات الحياتية اللازمة للمتعلمين البالغين في مرحلة ما بعد محو الأمية.
- التميز للجميع أو التميز للطلاب الموهوبين.
- عملية صنع السياسة التعليمية في الولايات المتحدة الأمريكية.
- الصف السادس بين قرار الإلغاء وقرار العودة.
- دمج الموهوبين كنهج لتحقيق التميز للجميع.
- عملية صنع السياسة التعليمية في الولايات المتحدة وجمهورية مصر العربية: دراسة مقارنة.[6]